# Pterozonium elaphoglossoides
Pterozonium elaphoglossoides är en kantbräkenväxtart som först beskrevs av Bak., och fick sitt nu gällande namn av David Bruce Lellinger. Pterozonium elaphoglossoides ingår i släktet Pterozonium och familjen Pteridaceae. Inga underarter finns listade.